# Dalintober
Dalintober war eine Whiskybrennerei in Campbeltown, Argyll and Bute, Schottland. Sie gehörte zur Whiskyregion Campbeltown.
Die Brennerei wurde 1832 von Peter Reid und David Colville, der auch Teilhaber der Dalaruan-Brennerei war, gegründet. Ihre weitere Geschichte verlief verhältnismäßig ereignislos. 1919 übernahm die West Highland Malt Distilleries Ltd. (WHMD) den Betrieb und schlossen ihn sechs Jahre später. Zwischenzeitlich wurden die ehemaligen Brennereigebäude abgerissen, um Raum für Wohngebäude zu schaffen, wenige Mauerreste sind jedoch erhalten geblieben.
Als Alfred Barnard im Rahmen seiner später beschriebenen Whiskyreise im Jahre 1885 die Brennerei besuchte, verfügte sie über eine jährliche Produktionskapazität von 120.000 Gallonen. Es standen eine Grobbrandblase (Wash Still) mit einer Kapazität von 3293 Gallonen sowie zwei Feinbrandblasen (Spirit Stills) mit Kapazitäten von 1073 beziehungsweise 1066 Gallonen zur Verfügung. Es wurde ausschließlich Malt Whisky produziert.